# Parque Lage
O Parque Henrique Lage (ou simplesmente Parque Lage) é um parque público da cidade do Rio de Janeiro, localizado aos pés do morro do Corcovado, na rua Jardim Botânico. Possui uma área com mais de 52 hectares e foi tombado pelo Instituto do Patrimônio Histórico e Artístico Nacional (IPHAN), em 14 de junho de 1957, como patrimônio histórico e cultural da cidade do Rio de Janeiro. O palacete abriga, desde 1966, o Instituto de Belas Artes que deu origem em 1975 à Escola de Artes Visuais. Desde 2004, o Parque Lage é parte do Parque Nacional da Tijuca, sob a administração do Instituto Chico Mendes de Conservação da Biodiversidade, estando o palácio sob tutela da dita escola.

## História

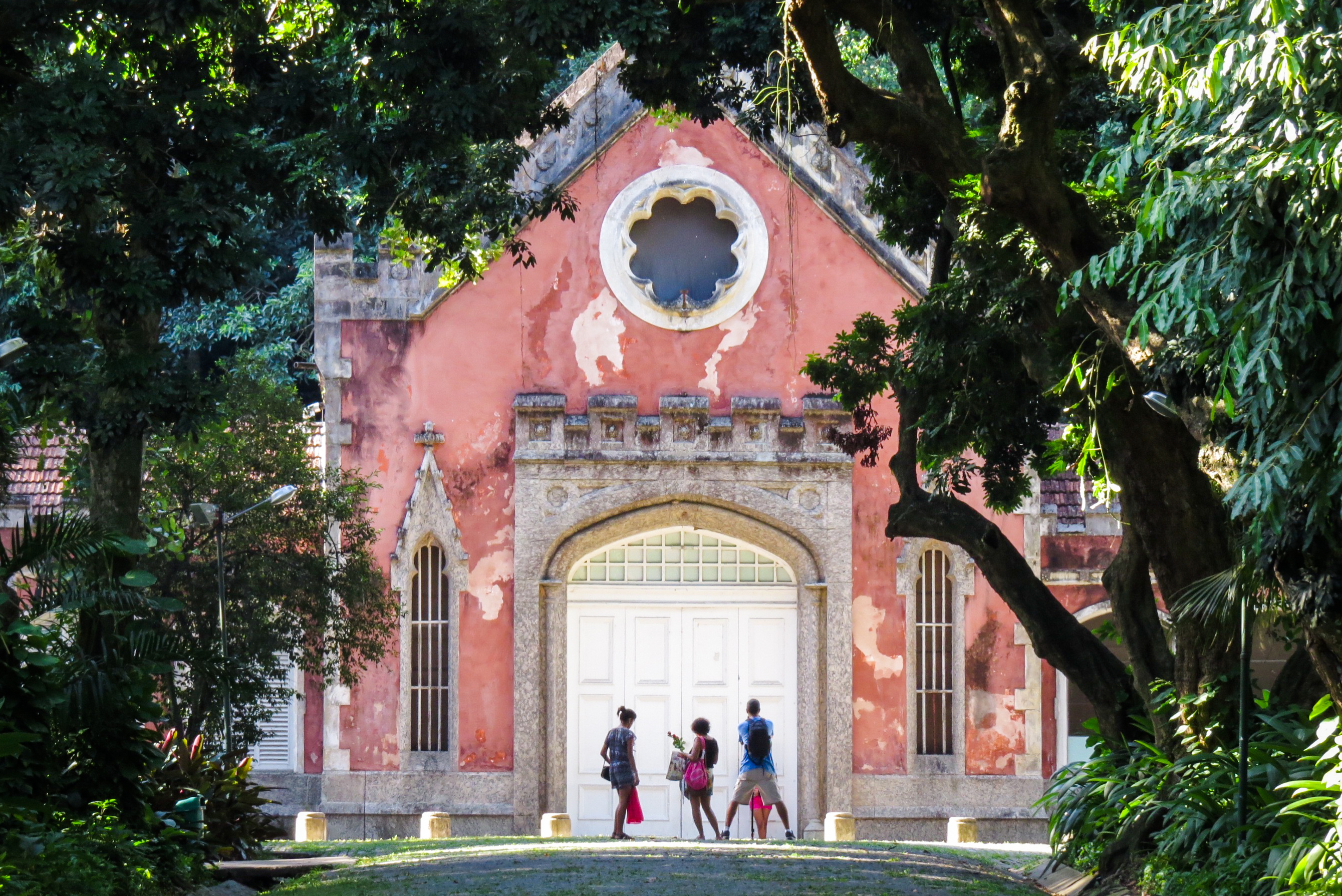
Cavalariça do Parque Lage

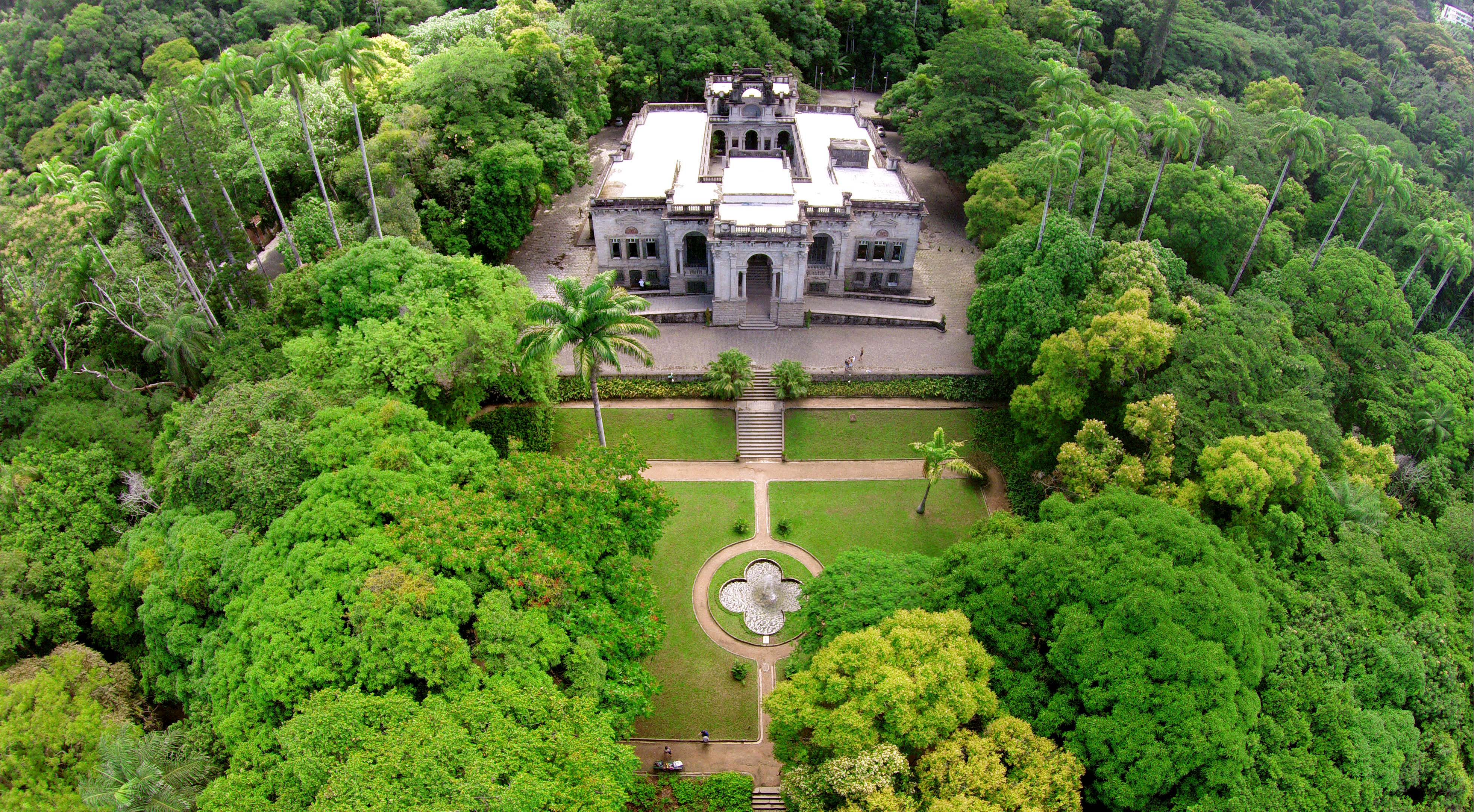
Vista aérea do parque

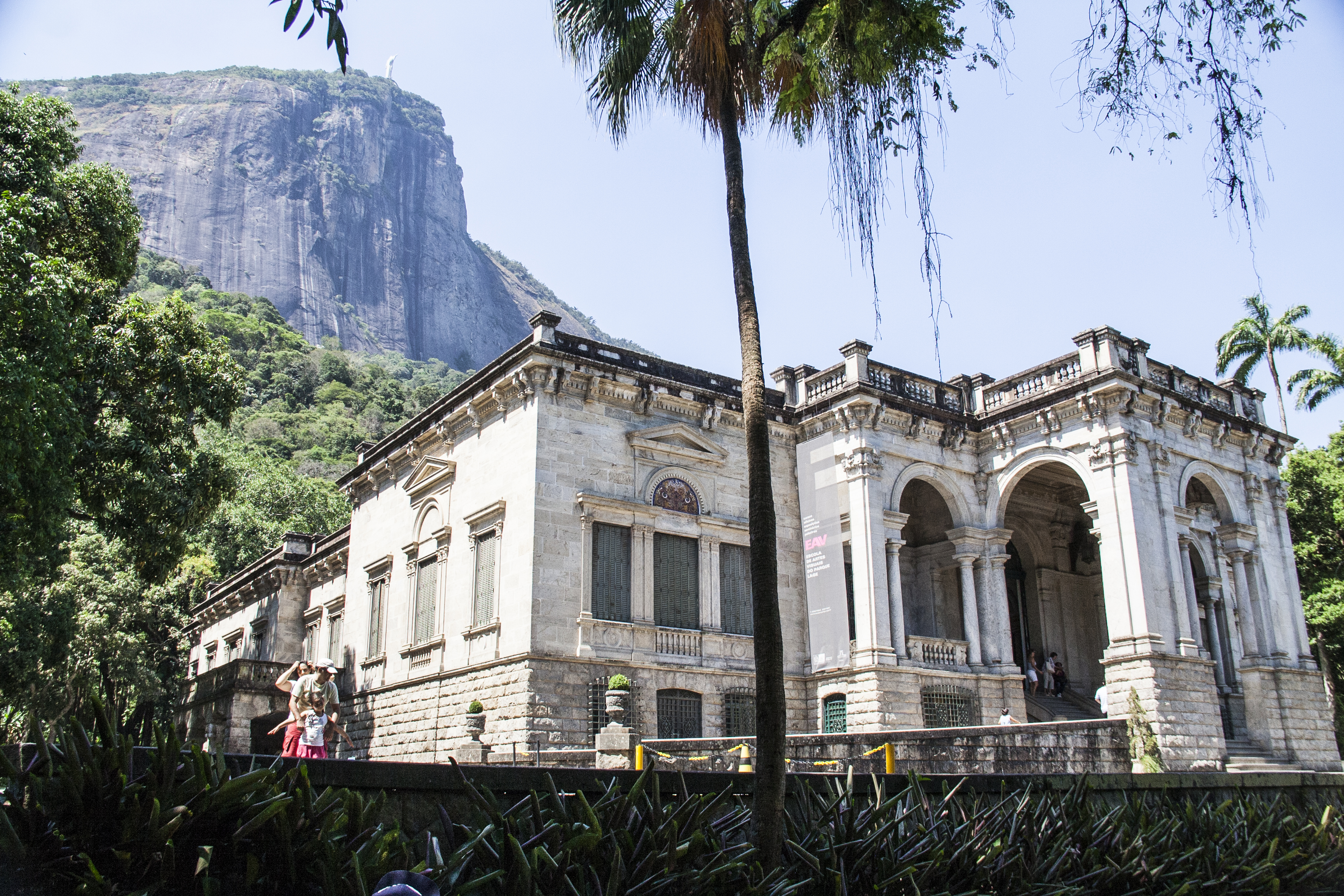
Vista lateral do palácio no Parque Lage

Palacete do parque

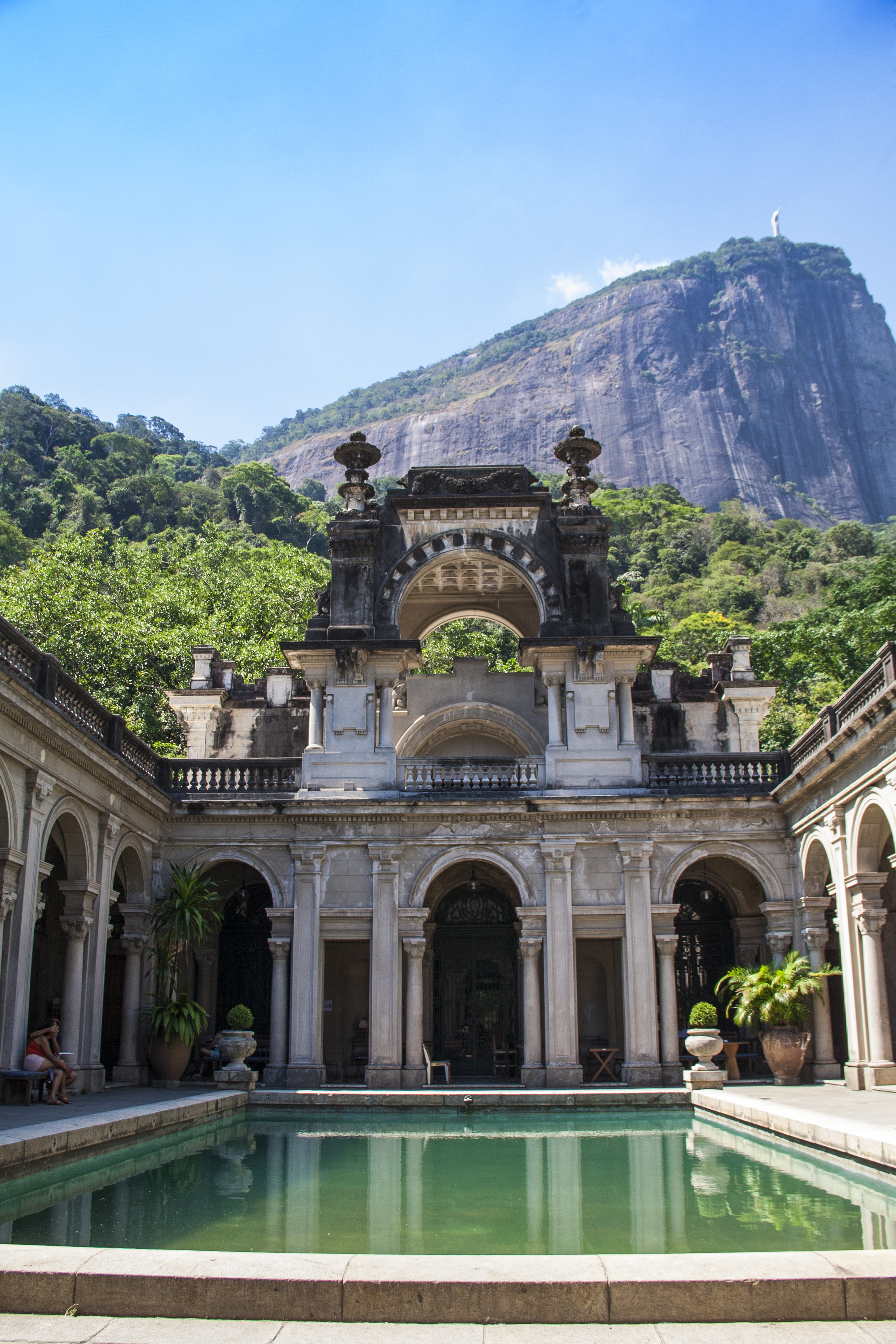
Pátio do palácio, com a floresta da Tijuca e o morro do Corcovado ao fundo

A história do Parque Lage tem início em 1811, quando Rodrigo de Freitas Mello e Castro adquire uma fazenda pertencente a Sebastião Fagundes Varela, o Engenho de Açúcar Del Rei, às margens da lagoa. John Tyndale, paisagista inglês, recebe, em 1840, a incumbência de reprojetar a fazenda e imprime à estrutura de seu projeto todo o romantismo encontrado em parques de sua terra natal. Em 1859, o parque passa para as mãos de Antônio Martins Lage, por um processo de compra e venda. Neste momento, recebe o nome de “Parque dos Lage”, o qual, mais tarde, no ano de 1900, passa a seus três filhos como herança. Em 1913, a chácara é comprada por César de Sá Rabello, permanecendo como sua propriedade até o ano de 1920, quando Henrique Lage, neto de Antônio Martins Lage, consegue reaver a antiga propriedade da família.
Na década de 1920, Henrique deu início à sua remodelação, convidando o arquiteto italiano Mario Vodret como projetista do palacete que fora de seu pai. Seu estilo era bastante diferente, mesclando diferentes tendências da época, enquadrando seus trabalhos no período da arte que se denominava eclético, o qual agradava a cantora lírica italiana, esposa de Henrique Lage, Gabriella Besanzoni. Em seu centro há um pátio com piscina e, em sua fachada, um pórtico bastante proeminente. Os jardins foram concebidos geometricamente, de acordo com a grandiosidade da mansão, de onde se avista o morro do Corcovado.
No ano de 1936, a esposa de Henrique Lage funda a Sociedade do Teatro Lírico Brasileiro e, em 1948, novos habitantes vêm para a mansão dos Lage, os sobrinhos-netos de Gabriela: Marina Colasanti e seu irmão Arduíno Colassanti. A essa época, Gabriela Besanzoni organizava magníficas festas em que figuravam os mais proeminentes representantes da sociedade carioca.
Entretanto, endividado com o Banco do Brasil por conta de negócios realizados com esta instituição financeira, Henrique Lage precisou desfazer-se de parte de seu patrimônio. Entregou uma parte de seus bens ao banco como pagamento e, a outra, vendeu para empresários particulares. A fim de garantir a sobrevivência do parque, foi tombado como patrimônio histórico e artístico com a ajuda do governador Carlos Lacerda.
Na década de 1960, parte do terreno chegou a ser comprada pelo empresário Roberto Marinho para a construção da sede da TV Globo. Entretanto, toda a propriedade foi desapropriada e convertida em um parque público.
Em 1966, foi instalado no palacete o Instituto de Belas Artes, instituição que foi desmantelada durante a Ditadura Militar. Por iniciativa de Rubens Gerchman, seu diretor de 1975 a 1979, o local foi palco de protestos estudantis contra o desmantelamento. Em 1975, o local foi renomeado como Escola de Artes Visuais pelo Departamento de Cultura da Secretaria de Estado de Educação.
Em 1967, Glauber Rocha utilizou a construção em estilo eclético como sede do governo da cidade de Alecrim, no fictício país de Eldorado, cenário de Terra em Transe, filme estrelado por Paulo Autran, José Lewgoy, Glauce Rocha e Jardel Filho, entre outros.
Em 2003, o cantor estadunidense Snoop Dogg e a dupla The Neptunes gravaram uma parte do clipe da música Beautiful no Parque Lage.
É também um dos cenários da série A Arma Escarlate, da autora brasileira Renata Ventura, publicada em 2011.

### Recuperação e melhorias
O Parque Lage foi recuperado em 2002 pela Secretaria Municipal de Meio Ambiente, por meio da Fundação Parques e Jardins. Toneladas de lixo foram retiradas, o chafariz passou por reforma e os caminhos e trilhas foram devidamente recuperados. De acordo com o pedido da associação de moradores do local, foi construída uma calçada externa, bem como um estacionamento para os visitantes. Há, no Parque Lage, uma estátua de um pintor que retrata o momento em que Tom Jobim, juntamente com seu filho João Francisco, plantam uma árvore. Essa homenagem ao compositor e poeta brasileiro, realizada em 1984, reforça a necessidade de melhorias contínuas para preservar a beleza do parque.

## Beleza e atrativos
O Rio de Janeiro oferece a seus moradores e turistas uma exuberante natureza combinada com a modernidade de uma grande metrópole. O Parque Lage, por sua vez, destaca-se não apenas por seu requinte natural – com sua bela floresta, palmeiras imperiais, jardins à moda europeia, chafariz e bancos para descanso – mas também pelo conjunto arquitetônico de destaque.
O parque conta ainda com um aquário em argamassa, que imita pedras e troncos de árvores; pontes, bancos, quiosques e uma gruta que compõem sua beleza artística. Há caminhos de saibro que conduzem os visitantes a áreas de vegetação abundante e a um lago, conhecido como “Lago dos patos”.
Além disso, o local é adequado para crianças e praticantes de trilhas. Para as crianças, há espaços com brinquedos como balanços, gangorras e escorregas, enquanto os desportistas se encantam com a trilha que leva ao Corcovado, atravessando as florestas do Parque Nacional da Tijuca.